# Roland J. Green
Roland James Green (geboren am 2. September 1944 in Bradford, Pennsylvania; † 20. April 2021) war ein amerikanischer Science-Fiction- und Fantasy-Autor.

## Leben
Green war der Sohn des Geschichtsprofessors James Ernest Green und der Bibliothekarin Bertha Mariasha, geborene Cohen. Er besuchte die High School in Ypsilanti, Michigan, und studierte dann Politikwissenschaft am Oberlin College, wo er 1966 den Bachelor machte, und an der University of Chicago, wo er 1968 mit dem Master abschloss. Ab 1969 arbeitete er als freier Schriftsteller. 1975 heiratete er die Schriftstellerin Frieda A. Murray, mit der er auch mehrfach zusammenarbeitete.
Seine erste Veröffentlichung war Wandor’s Ride (1973), erster Band einer Sword-and-Sorcery-Reihe, von der bis 1981 vier Bände erschienen. Es folgte 1974 die Beteiligung an der Richard Blade-Reihe, einer Mischung aus Science-Fiction mit viel Fantasy, in der ein britischer Geheimagent Abenteuer in fremden Dimensionen erlebt, auch solchen, in denen Magie funktioniert. In dieser Reihe schrieb er bis 1984 insgesamt 28 Romane.
In der Folge schrieb er in mehreren Reihen mit und arbeitete dabei gerne mit anderen Autoren zusammen, darunter Jerry Pournelle und Gordon R. Dickson.
Neben seinen Romanen veröffentlichte er eine Reihe von Kurzgeschichten.

## Bibliographie

### Serien
Die Serien sind nach Erscheinungsjahr des ersten Bandes geordnet.
Wandor
- 1 Wandor’s Ride (1973)
- 2 Wandor’s Journey (1975)
- 3 Wandor’s Voyage (1979)
- 4 Wandor’s Flight (1981)

Richard Blade Adventures (als Jeffrey Lord)
- 9 Kingdom of Royth (1974)
  - Deutsch: Von Piraten gestellt. Kelter-Abenteuer #51. 1977.
- 10 Ice Dragon (1974)
  - Deutsch: Der Eisdrache. Kelter-Abenteuer #52, 1978.
- 11 Dimension of Dreams (1974)
  - Deutsch: Dimension der Träume. Kelter-Taschenbuch #1012. 1978.
- 12 King of Zunga (1975)
  - Deutsch: Der König von Zunga. Kelter-Taschenbuch #1018. 1978.
- 13 The Golden Steed (1975)
  - Deutsch: Das goldene Roß. Kelter-Taschenbuch #1029. 1978.
- 14 The Temples of Ayocan (1975)
  - Deutsch: Der Tempel von Ayocan. Kelter-Taschenbuch #1045. 1978.
- 15 The Towers of Melnon (1975)
- 16 The Crystal Seas (1975)
- 17 The Mountains of Brega (1976)
- 18 Warlords of Gaikon (1976)
- 19 Looters of Tharn (1976)
- 20 Guardians of the Coral Throne (1976)
- 21 Champion of the Gods (1976)
- 22 The Forests of Gleor (1977)
- 23 Empire of Blood (1977)
- 24 The Dragons of Englor (1977)
- 25 The Torian Pearls (1977)
- 26 City of the Living Dead (1978)
- 27 Master of the Hashomi (1978)
- 28 Wizard of Rentoro (1978)
- 29 Treasure of the Stars (1978)
- 31 Gladiators of Hapanu (1979)
- 32 Pirates of Gohar (1979)
- 33 Killer Plants of Binaark (1980)
- 34 Ruins of Kaldac (1981)
- 35 The Lords of the Crimson River (1981)
- 36 Return to Kaldak (1983)
- 37 Warriors of Latan (1984)

Janissaries (mit Jerry Pournelle)
- 2 Janissaries: Clan and Crown (1982)
- 3 Janissaries III: Storms of Victory (1987)
- Tran (1996, Sammelausgabe von 1 und 2)
- Lord of Janissaries (2015, Sammelausgabe von 1, 2 und 3)

Spaceways
- 15 Starship Sapphire (1984, mit Andrew J. Offutt, als John Cleve)

Thieves’ World: Jamie the Red
- Jamie the Red (1984, mit Gordon R. Dickson)

Paratime Police: Kalvan (mit John F. Carr)
- 2 Great Kings’ War (1985)
- 4 Siege of Tarr-Hostigos (2003)
- Kalvan Kingmaker (1989, Kurzgeschichte)
- Siege at Tarr-Hostigos (1989, Kurzgeschichte)

Peace Company
- 1 Peace Company (1985)
- 2 These Green Foreign Hills (1987)
- 3 The Mountain Walks (1989)

The Throne of Sherran
- 1 The Book of Kantela (1985, mit Frieda A. Murray)

Conan
- Conan the Valiant (1988)
- Conan the Guardian (1991)
- Conan the Relentless (1992)
- Conan and the Gods of the Mountain (1993)
- Conan at the Demon’s Gate (1994)
- Conan and the Mists of Doom (1995)
- Conan and the Death Lord of Thanza (1997)

Starcruiser Shenandoah
- 1 Squadron Alert (1989)
- 2 Division of the Spoils (1990)
- 3 The Sum of Things (1991)
- 4 Vain Command (1992)
- 5 The Painful Field (1993)
- 6 Warriors for the Working Day (1994)

Dragonlance: Warriors
- 1 Knights of the Crown (1995)
- 3 Knights of the Sword (1995)
- 5 Knights of the Rose (1996)
- 7 The Wayward Knights (1997)

Fantastic Adventures (TSR)
- 3 Tale of the Comet (1997)

Star*Drive (TSR)
- On the Verge (1998)

### Einzelromane
- Voyage to Eneh (2000)

### Kurzgeschichten
- Her Fine and Private Planet (1973)
- Exile’s Greeting (1980)
  - Deutsch: Mann! Sie haben ihn!. In: Isaac Asimov, Martin Harry Greenberg, Joseph D. Olander (Hrsg.): Feuerwerk der SF. Goldmann (Edition '84: Die positiven Utopien #8), 1984, ISBN 3-442-08408-3.
- The Tools of War (1984, mit Clyde R. Jones)
- Nightfriend (Horseclans Universe: Friends of the Horseclans, 1987, mit John F. Carr)
- Rate of Exchange (CoDominium Universe: War World, 1988, mit John F. Carr)
- The Goodwife of Orleans (1989)
- Dirt Brother (Horseclans Universe: Friends of the Horseclans, 1989, mit John F. Carr)
- Death’s Head Patrol (1990, mit John F. Carr)
- A Devil Unknown (1994, mit Frieda A. Murray)
- Schurman’s Trek (1994)
- Call Him Meier (1994)
- A Song Will Rise (1995, mit Frieda A. Murray)
- Elemental Tactics (1995)
- Sir William, He Lay Snug (1995, mit Frieda A. Murray)
- She Who Might Be Obeyed (1995, mit Frieda A. Murray)
- Wooden Characters (1995)
- Enchanter Kiev (Incomplete Enchanter, 1995, mit Frieda A. Murray)
- Chozzerai (1996, mit Frieda A. Murray)
- The King of Poland’s Foot Cavalry (1996)
- To Speak with Men and Angels (1996, mit Frieda A. Murray)
- Live Bait (1998)
- Deck Load Strike (Honor Harrington Universe, 1999)
- Written by the Wind: A Story of the Draka (2000)
- Fighting Spirits (2001)
- George Patton Slept Here (2002)
- Strings (2002)
- Son of a Belter Earl (2002)
- Not on the Books (2003)
- It Isn’t Every Day of the Week (2005)
- Root Canals at Lane Tech (2009)